# Kraftwerk Datteln
Das Kraftwerk Datteln ist ein deutsches Steinkohlekraftwerk, das sich bei Datteln am Dortmund-Ems-Kanal befindet. Es wird von der Uniper Kraftwerke GmbH betrieben. Drei Blöcke aus den 1960er Jahren sind seit 2014 stillgelegt, der ab 2007 gebaute 1100-Megawatt-Block „Datteln 4“ ist am 30. Mai 2020 unter Protest in Betrieb gegangen.
Klagen gegen den Bebauungsplan haben die Inbetriebnahme von Block 4 um mehrere Jahre verzögert. Anfang 2017 wurde eine Sondererlaubnis zur Fertigstellung und zum Betrieb erteilt. Da das Kraftwerk effizienter ist als seine Vorgänger, wurde befürchtet, dass durch eine stärkere Auslastung zusätzliche Emissionen von 10 bis 13 Millionen Tonnen CO2 über die Laufzeit des Kraftwerks entstehen. Während das Kabinett Merkel IV im Gegenzug plante, zusätzliche Kohlekraftwerke abzuschalten, argumentierten Kritiker, dass es dennoch zu Mehremissionen kommen würde. Das Oberverwaltungsgericht NRW (OVG) hielt den Bebauungsplan der Stadt Datteln aufgrund einer fehlerhaften Standortauswahl für unwirksam; das Bundesverwaltungsgericht hob dieses Urteil auf. Da die Entscheidung den Standort, aber nicht die immissionsschutzrechtliche Genehmigung des Kraftwerks betraf, kann das Kraftwerk ohnehin weiterhin am Netz bleiben.
Nach der Verstaatlichung von Uniper im September 2022 schrieb die Europäische Kommission dem Konzern im Zuge der beihilferechtlichen Genehmigung im Dezember 2022 vor, unter anderem das Kraftwerk Datteln 4 bis Ende 2026 zu verkaufen.

## Übersicht über alle Kraftwerksblöcke
| Block | Brennstoff | Feuerungswärmeleistung | Bruttoleistung (elektrisch) | Nettoleistung (elektr.) | Fernwärmeleistung | Baubeginn | Inbetriebnahme | Stilllegung  |
| ----- | ---------- | ---------------------- | --------------------------- | ----------------------- | ----------------- | --------- | -------------- | ------------ |
| 1     | Steinkohle |                        | 0100 MW                     | 0095 MW                 | 084 MW            |           | 1964           | Februar 2014 |
| 2     | Steinkohle |                        | 0100 MW                     | 0095 MW                 | 084 MW            |           | 1965           | Februar 2014 |
| 3     | Steinkohle |                        | 0119 MW                     | 0113 MW                 | 084 MW            |           | 1969           | Februar 2014 |
| 4     | Steinkohle | 2400 MW                | 1100 MW                     | 1052 MW                 | 380 MW            | 2007      | 30. Mai 2020   |              |

## Kraftwerksblöcke 1–3

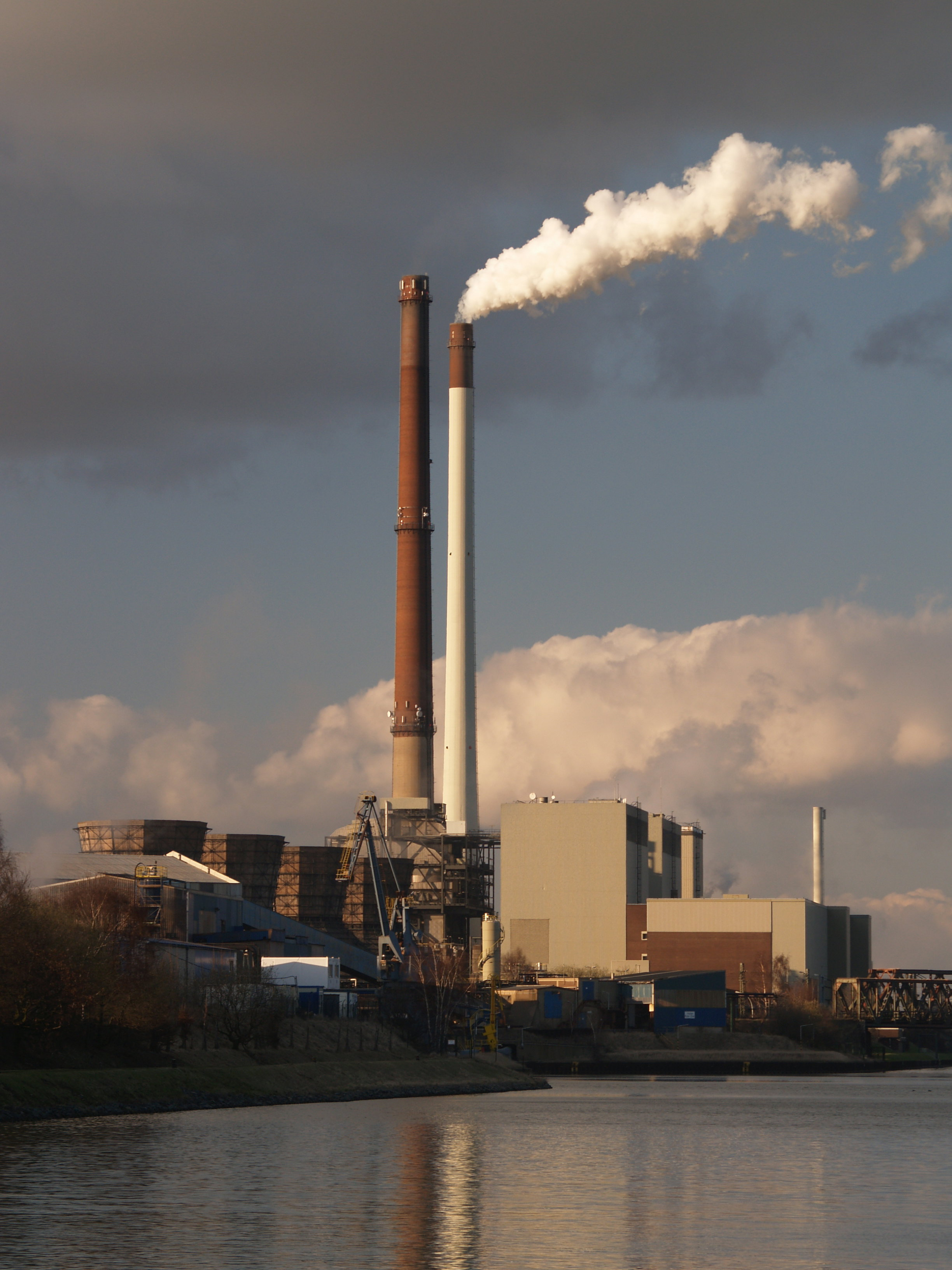
Kraftwerk Datteln am Dortmund-Ems-Kanal

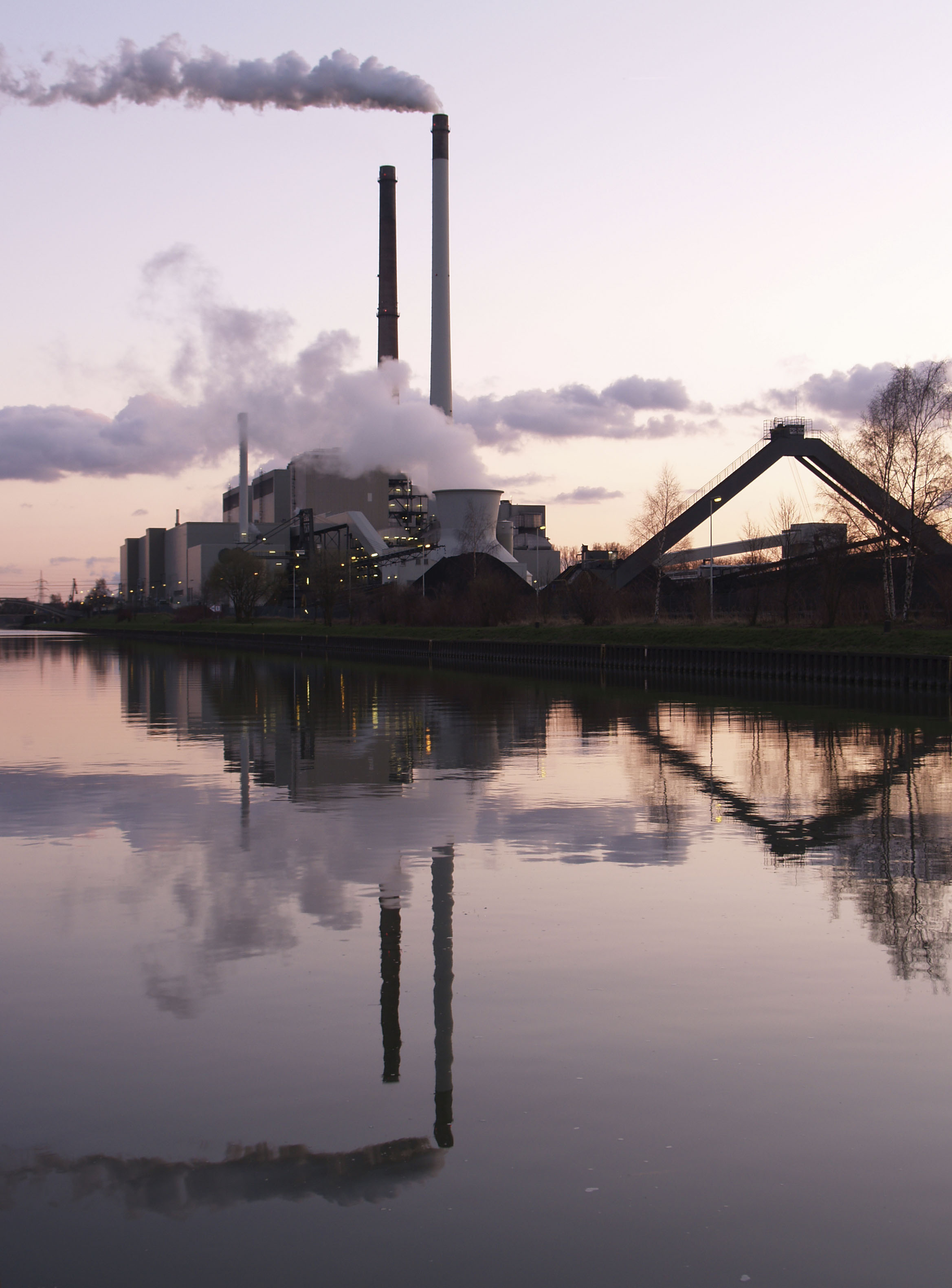
Rechts die Kohlenmischanlage

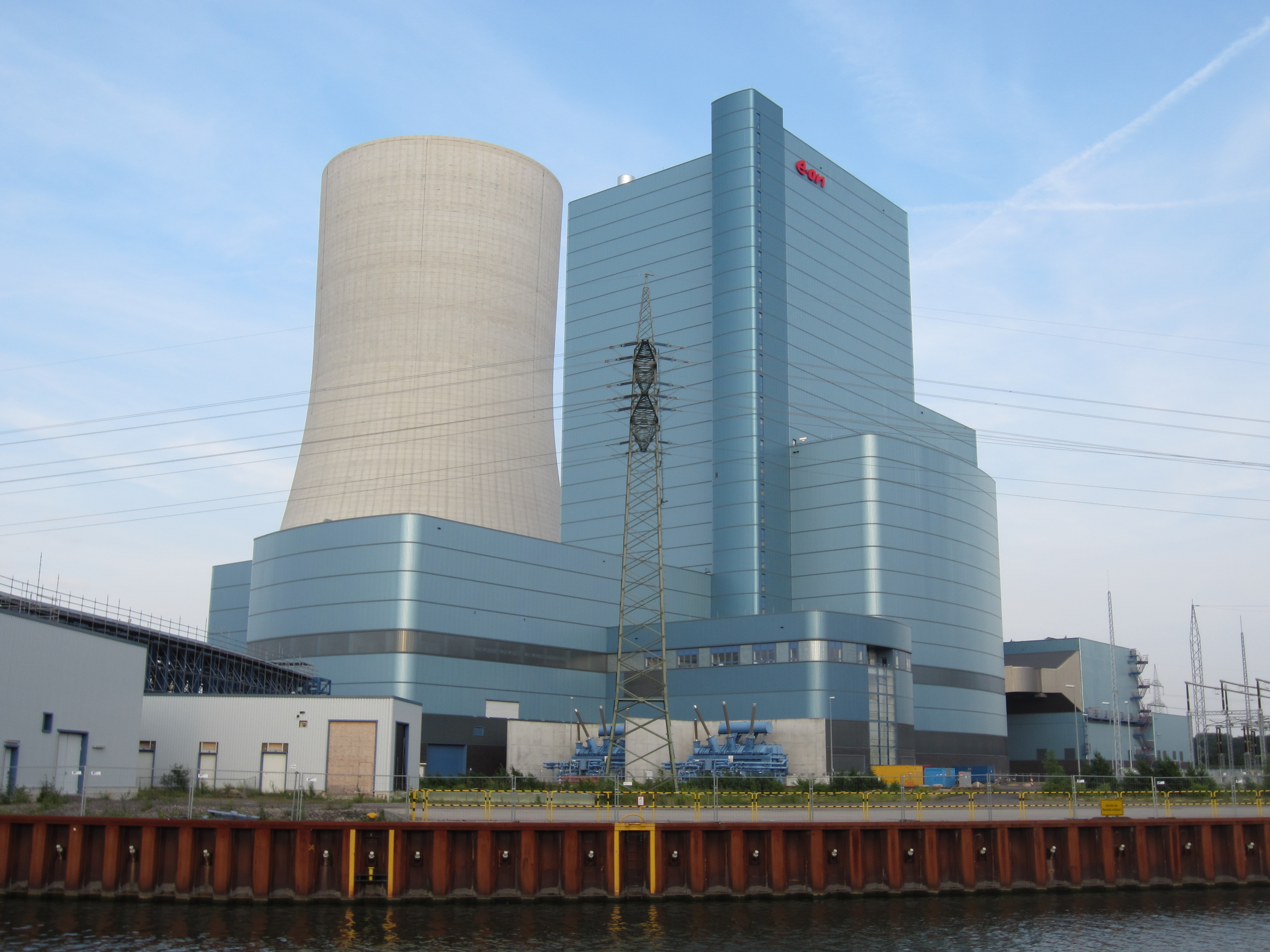
Das neue Kraftwerk Datteln IV

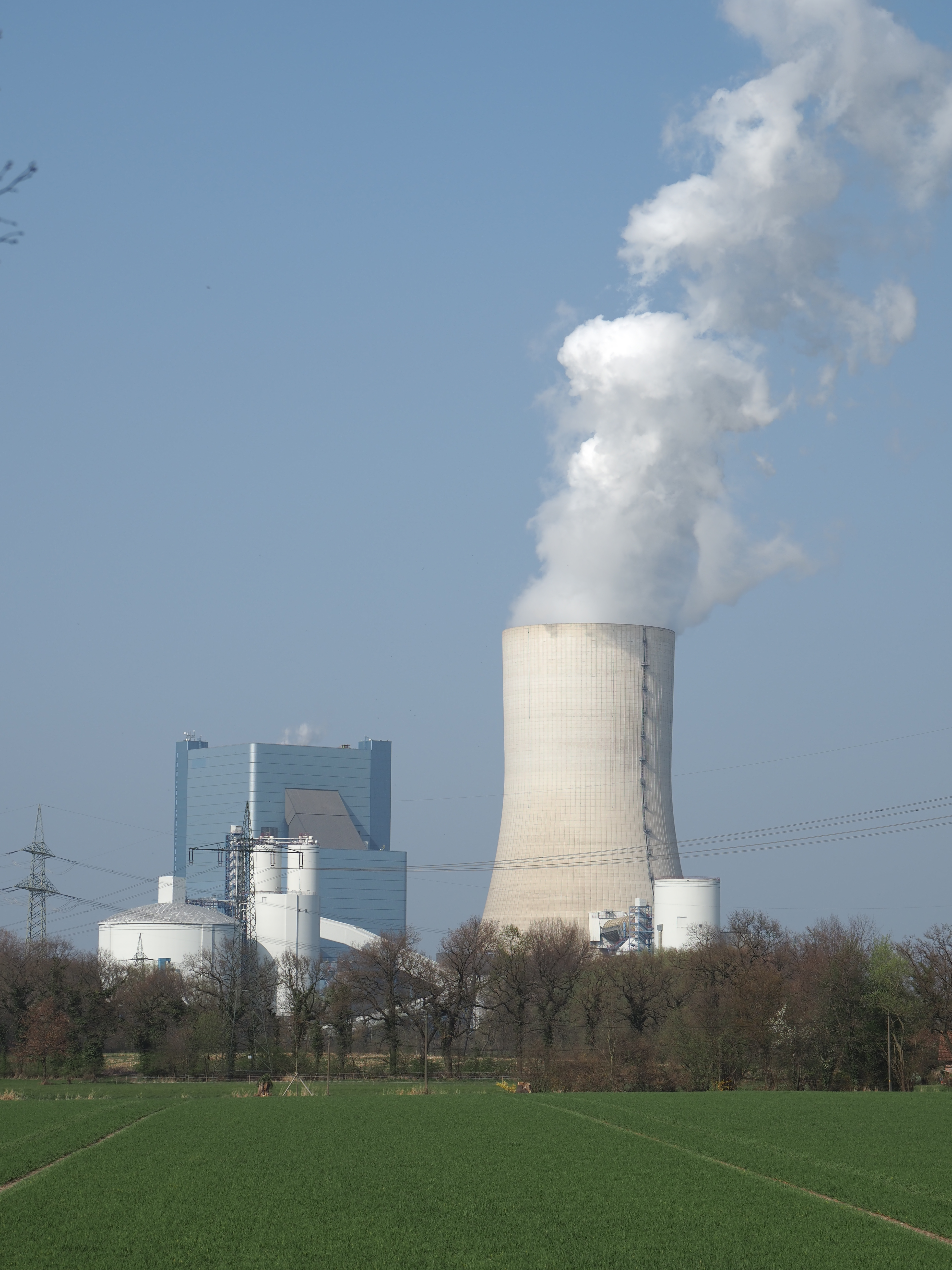
Unter Dampf

Das ursprüngliche Kraftwerk, das über zwei je 165 Meter hohe Kamine verfügte, hatte eine Nettoleistung von 303 MW elektrisch, verteilt auf die drei Kraftwerksblöcke 1 bis 3, die 1964, 1965 und 1969 in Betrieb genommen wurden. Es diente zur Erzeugung von Einphasenwechselstrom für die Deutsche Bahn sowie von Fernwärme. 20 Prozent des deutschen Bahnstroms wurden vom Kraftwerk Datteln erzeugt. 45 Prozent aller Haushalte in Datteln wurden durch das Kraftwerk mit Fernwärme versorgt.
Die Blöcke 1 und 2 waren baugleich und hatten jeweils Schmelzkammerkessel mit 2 Teillasteinheiten pro Block, während Block 3 einen Kessel mit Trockenentaschung hatte.
Die Aufbereitung der Kohle erfolgte für die Blöcke 1 und 2 mit Schlägermühlen, im Block 3 mit Walzenschüsselmühlen.
Zum 31. Dezember 2012 lief die Betriebsgenehmigung des Altkraftwerks aus. Bereits Ende 2006 hatte E.ON (heute Uniper Kraftwerke) den Genehmigungsbehörden die Stilllegung der Blöcke 1 bis 3 sowie der Hilfskessel 6 und 7 zum 31. Dezember 2012 angezeigt. Aufgrund dieser Mitteilung leiteten die Überwachungsbehörden unmittelbar nach dem 31. Dezember 2006 kein Verfahren zur Überprüfung und Anpassung der Kraftwerks-Altblöcke an die aktuelle 13. BImSchV ein. Für den Weiterbetrieb hätte die Altanlage ansonsten bereits 2007 sehr aufwendig und kostenintensiv nachgerüstet werden müssen. Bei Abgabe der Stilllegungserklärung 2006 gab es noch keinen genehmigten Bebauungsplan und auch keine Genehmigung für den Bau eines neuen Kraftwerks.
Wegen der Streitigkeiten um den Neubau des Blocks 4 reagierte E.ON und erneuerte die Filteranlagen in den Blöcken 1 bis 3. Dadurch wurden seit dem 1. Januar 2011 die aktuell gültigen Grenzwerte wieder eingehalten. Ein Antrag auf einen Weiterbetrieb der drei alten Blöcke wurde gestellt. Nach dem Willen des von Johannes Remmel geführten NRW-Umweltministeriums sollte der Energieversorger E.ON seine Kohlekraftwerksblöcke Datteln 1 bis 3 wie geplant zum 31. Dezember 2012 vom Netz nehmen. Das Ministerium erklärte, ein Widerruf der Stilllegungserklärung von E.ON aus dem Jahre 2006 sei nicht möglich. Eine einmal abgegebene Stilllegungserklärung sei juristisch verbindlich und könne nicht widerrufen werden.
Im November 2012 teilte das Umweltministerium mit, dass die drei Blöcke bis zur Inbetriebnahme einer Umrichterstation im Februar 2014, die Strom aus dem öffentlichen Netz in Bahnstrom umwandeln kann, per befristeter Sondergenehmigung weiter betrieben werden dürfen. Zuvor hatte die Bahn vor Strommangel und Zugausfällen im Winter gewarnt.
Die Kraftwerksblöcke 1–3 wurden am 28. Februar 2014 stillgelegt.

## Kraftwerk(sblock) Datteln 4
Die damalige E.ON Kraftwerke GmbH errichtete am Standort Datteln auf der den bisherigen Kraftwerksblöcken gegenüberliegenden Seite des Dortmund-Ems-Kanals ab 2007 ein neues Kraftwerk. Die Inbetriebnahme war ursprünglich für 2011 geplant.
Der Block wird auch als Kraftwerk Datteln 4 (oder IV) bezeichnet. Damit wird zwar die Nummerierung der bisherigen 3 nebeneinanderstehenden Blöcke fortgeschrieben, doch Datteln 4 ist als eigenständige Anlage zu sehen. Gemeinsam sind die annähernd gleiche geografische Lage (Abstand Mitte–Mitte: 840 m), die Lage am Kanalkreuz Datteln (an gegenüberliegenden Ufern des Kanals), das Anliegen an einem von SW nach ONO verlaufenden Bahngleis und eine ähnliche Lage in Bezug auf das Hochspannungsnetz und das Bahnstromnetz.
Da der Bebauungsplan zwischenzeitlich für unwirksam erklärt wurde und nach Wiederaufnahme der Bauarbeiten technische Probleme am Kessel auftraten, verzögerten sich die Fertigstellung und Inbetriebnahme des Kraftwerkes. Datteln 4 war mit Stand Oktober 2017 das einzige in Bau befindliche Kohlekraftwerk in ganz Westeuropa. Die Phase der Inbetriebsetzung wurde mit der kommerziellen Inbetriebnahme am 30. Mai 2020 formal abgeschlossen.

### Technische Daten
Das Kraftwerk Datteln 4 hat eine elektrische Leistung von 1100 MW (brutto) bzw. 1052 MW (netto). Die Feuerungswärmeleistung des ca. 110 Meter hohen Turmkessels beträgt bis zu 2600 MWth. Im Kondensationsbetrieb hat der Block einen Nettowirkungsgrad von 45 %. Damit ist Datteln 4 eines der weltweit effizientesten Steinkohlekraftwerke und, zusammen mit dem baugleichen Block Maasvlakte 3 bei Rotterdam, der leistungsfähigste Steinkohlemonoblock Europas. Der 180 Meter hohe Kühlturm mit Reingaseinleitung ist einer der weltweit höchsten Naturzugkühltürme.
Datteln 4 dient als Ersatzanlage für die stillgelegten Kraftwerke in Datteln (Blöcke 1 bis 3; insgesamt 303 MWel netto), Herne (Kraftwerk Shamrock; 132 MWel netto) sowie in Dortmund (Kraftwerk Gustav Knepper; 345 MWel netto). Es wird mit importierter Steinkohle befeuert, die überwiegend über den Dortmund-Ems-Kanal angeliefert wird. Der Brennstoffbedarf ist mit 360 Tonnen Steinkohle pro Stunde angegeben. Von den 1100 MW Bruttoleistung werden bis zu 413 MW Bahnstrom als 16,7-Hz-Strom und 642 MW als 50-Hz-Strom für die öffentliche Versorgung bereitgestellt. Darüber hinaus werden auf der Basis der Kraftwärmekopplung (KWK) bis zu 380 MW Fernwärme ausgekoppelt, wodurch die Anlage einen Brennstoffnutzungsgrad von bis zu 60 Prozent erreicht. Die Deutsche Bahn ist im Rahmen eines langfristigen Vertrags zur Abnahme von mehr als 400 Megawatt verpflichtet; dies entspricht etwa einem Viertel des für den Fahrbetrieb notwendigen Bahnstroms.
Im März 2018 wurden Kesselprobleme wegen des verwendeten Spezialstahls 7CrMoVTiB10-10 (T24) bekannt, die erst behoben werden mussten, bevor das Kraftwerk in Betrieb gehen konnte. Derartige Probleme waren zuvor auch bei anderen Kohlekraftwerksneubauten wie z. B. im Kraftwerk Duisburg-Walsum aufgetreten. Im Juli 2018 begann der Betreiber damit, die kompletten Membranwände des Kessels auszutauschen, weil die Schweißnähte nicht stabil genug waren. Ersetzt wurden sie durch einen Stahl anderer Bauart. Aufgrund der Probleme schrieb Uniper 270 Mio. Euro ab. Wegen der Schäden und Kosten durch die Verzögerung verklagte Uniper die Nachfolgegesellschaft des Anlagenbauers Hitachi, Mitsubishi Hitachi Power Systems, die mit einer Widerklage reagierte. Im Herbst 2020 strengte Uniper ein Schiedsverfahren bei der Deutschen Institution für Schiedsgerichtsbarkeit (DIS) an, die im April 2023 zu dem Schluss kam, dass Mitsubishi für den Kesselschaden zuständig sei und Uniper mit einem zweistelligen Millionenbetrag entschädigen müsse. Die Gegenklage von Mitsubishi wurde hingegen in den meisten Punkten abgewiesen.

#### Auslastung und Volllaststunden
Die Bundesregierung ging bereits vor Inbetriebnahme des Kraftwerks davon aus, dass die Auslastung beim neuen Kraftwerk überdurchschnittlich hoch ist. Der BUND rechnete mit 60 bis 70 Prozent, also womöglich mehr als doppelt so viel wie bei einem vergleichbaren Kraftwerk. Die bisherigen Zahlen bestätigen dies jedoch nicht; die prozentuale Volllast lag in den Jahren 2021 und 2022 mit rund 50 Prozent zwar im oberen Bereich, war jedoch vergleichbar mit der anderer Steinkohlekraftwerke wie Tiefstack, Hannover, Hastedt oder Wolfsburg West.
|           | 2020          | 2020      | 2021          | 2021      | 2022          | 2022      | 2023          | 2023      | 2024          | 2024      | 2025          | 2025 |
| Datteln 4 | Ø Deutschland | Datteln 4 | Ø Deutschland | Datteln 4 | Ø Deutschland | Datteln 4 | Ø Deutschland | Datteln 4 | Ø Deutschland | Datteln 4 | Ø Deutschland |      |
| --------- | ------------- | --------- | ------------- | --------- | ------------- | --------- | ------------- | --------- | ------------- | --------- | ------------- | ---- |
| Januar    | -             | -         | 44,5          | 30,4      | 65,1          | 43,5      | 41,9          | 37,7      | 51,9          | 26,1      | -             | 40,4 |
| Februar   | -             | -         | 49,9          | 22,9      | 54,5          | 33,8      | 65,7          | 42,8      | 35,0          | 18,2      | 58,6          | 53,0 |
| März      | -             | -         | 56,2          | 20,8      | 80,6          | 46,9      | 54,6          | 25,9      | 46,6          | 15,8      |               |      |
| April     | -             | -         | 30,9          | 18,9      | 47,1          | 27,1      | 32,4          | 19,8      | 16,8          | 09,6      |               |      |
| Mai       | 49,1          | 09,7      | 44,9          | 11,9      | -             | 20,7      | -             | 09,5      | -             | 04,7      |               |      |
| Juni      | 22,6          | 08,7      | 31,2          | 16,3      | 60,9          | 23,4      | 03,5          | 11,2      | -             | 07,9      |               |      |
| Juli      | 50,7          | 09,4      | 58,9          | 18,8      | 38,4          | 26,8      | 20,3          | 09,3      | 02,6          | 05,9      |               |      |
| August    | 41,5          | 11,6      | 40,2          | 14,5      | 65,7          | 38,2      | 57,9          | 15,3      | 37,3          | 11,3      |               |      |
| September | 17,1          | 28,7      | 84,2          | 34,8      | 40,9          | 42,1      | 29,6          | 17,8      | 51,9          | 15,6      |               |      |
| Oktober   | 40,0          | 21,7      | 48,4          | 24,1      | 23,8          | 23,9      | 50,1          | 21,6      | 18,6          | 20,2      |               |      |
| November  | -             | 31,4      | 72,4          | 37,7      | 69,9          | 41,2      | 55,2          | 27,8      | -             | 27,8      |               |      |
| Dezember  | 04,4          | 30,5      | 53,9          | 31,0      | 59,2          | 48,2      | 34,4          | 25,7      | -             | 21,5      |               |      |
| Ø Jahr    | 24,6          | 18,7      | 51,3          | 23,5      | 50,4          | 34,7      | 37,0          | 21,9      | 21,8          | 19,1      | 26,2          | 45,9 |

### Zivilgesellschaftlicher Protest, Baustopp und neues Verfahren
Ein gegen den Bebauungsplan für das Kraftwerk gerichteter Normenkontrollantrag eines benachbarten Landwirtes hatte vor dem Oberverwaltungsgericht für das Land Nordrhein-Westfalen (OVG) in Münster Erfolg: Mit Urteil vom 3. September 2009 entschied das Gericht, dass die Planung am vorgesehenen Standort gegen Ziele der Landesplanung verstoße. Auch seien Vorgaben zur ressourcen- und klimaschützenden Energienutzung nicht hinreichend berücksichtigt worden. Die Stadt Datteln habe ferner das Gefährdungspotential des Kraftwerks und den Schutz der Bevölkerung im Falle eines nicht auszuschließenden Störfalls in der Abwägung nicht ausreichend beachtet. Den Interessen des Natur- und Landschaftsschutzes sei ebenfalls nicht ausreichend Rechnung getragen worden. Fraglich sei außerdem, ob die Auswirkungen des etwa 180 m hohen – auch die Abgase ableitenden – Kühlturmes auf die benachbarte Wohnbevölkerung und das Landschaftsbild sowie die zu erwartenden Luft- und Lärmimmissionen ausreichend ermittelt und abgewogen worden seien. Der Bebauungsplan wurde daher vom Gericht aufgehoben.
Die Bezirksregierung Münster erließ daraufhin am 14. September 2009 einen vorläufigen Teilbaustopp für das Projekt. Am 16. März 2010 wies das Bundesverwaltungsgericht eine Beschwerde von E.ON und der Stadt Datteln gegen die Nichtzulassung der Revision gegen das Urteil des OVG ab und bestätigte damit das Urteil endgültig. Die Bezirksregierung ordnete einen Baustopp für weitere Bereiche der Baustelle an.
Seit März 2010 lief ein neues Bebauungsplanverfahren, das am 14. Mai 2014 mit dem Beschluss des Rates der Stadt Datteln für den neuen Bebauungsplan und eine Flächennutzungsplanänderung endete. Daraufhin wurde ein neues immissionsschutzrechtliches Genehmigungsverfahren beantragt. Der Erörterungstermin fand im September 2015 statt. Die Bezirksregierung Münster erteilte Uniper im März 2016 die Zulassung, bereits vor der endgültigen Genehmigung weitere Arbeiten zur Errichtung des Kraftwerks durchzuführen.

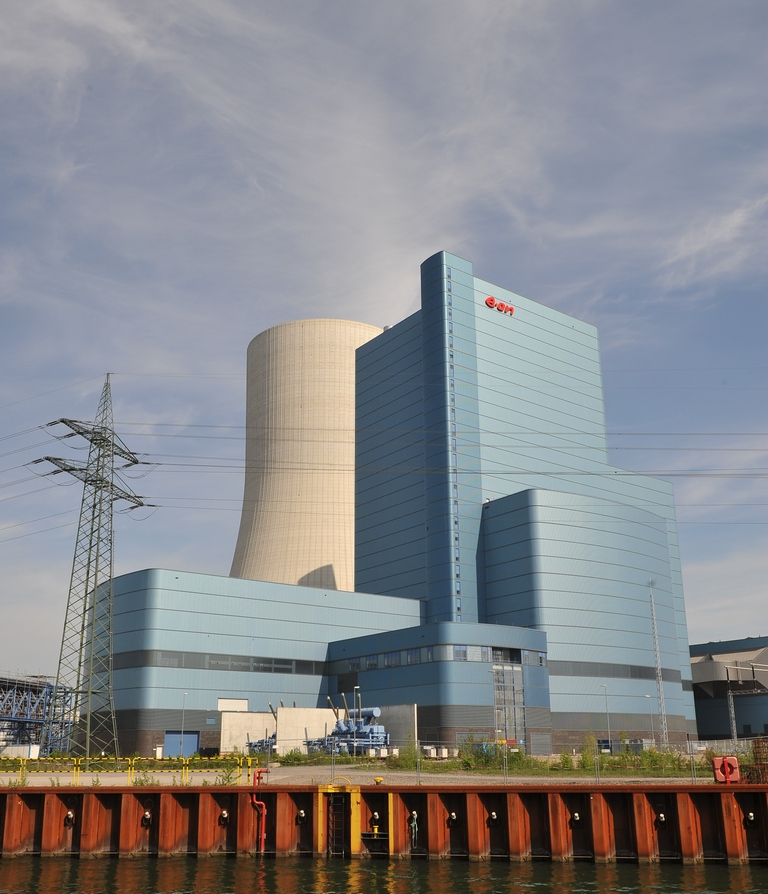
Baufortschritt Stand: Mai 2013

Parallel dazu veränderte sich durch den Regierungswechsel nach der Landtagswahl NRW vom 9. Mai 2010 – Hannelore Kraft bildete eine rot-grüne Minderheitsregierung (Kabinett Kraft I) – das politische Umfeld deutlich. Der neue Umweltminister Johannes Remmel (Bündnis 90/Die Grünen) erklärte, er gehe davon aus, dass Datteln nicht realisiert werden könne. Die CDU kündigte am 29. Juli 2010 an, sie wolle nach der Sommerpause die Fertigstellung zum Thema im Landtag machen. Der Fraktionschef der SPD-Landtagsfraktion Norbert Römer sprach sich im August 2010 für eine Fertigstellung aus. Im Mai 2011 wurde das Thema im Landtag debattiert, wobei es zu „lautstarken Auseinandersetzungen“ kam. In einer zweiten Abstimmung wurde der Antrag der FDP für ein klares Bekenntnis des Landtags zum Weiterbau des Kraftwerks mit 57 gegen 52 Stimmen abgelehnt.
Am 13. Mai 2012 kam es in NRW zu vorgezogenen Neuwahlen. Rot-Grün hatte nun eine eigene Mehrheit und suchte einen Kompromiss. Das Kabinett Kraft II erteilte eine Sondererlaubnis für das Kraftwerk, was heftige Proteste von Umweltgruppen nach sich zog. Am 12. Juni 2012 gab das Oberverwaltungsgericht für das Land Nordrhein-Westfalen einer Klage des BUND gegen die immissionsschutzrechtliche Genehmigung des Kraftwerksprojekts statt und hob den Genehmigungsbescheid auf. Im Juni 2013 wies das Bundesverwaltungsgericht Beschwerden gegen die Nichtzulassung der Revision von E.ON und dem Land Nordrhein-Westfalen zurück und bestätigte damit das Urteil. Daraufhin wurde im Mai 2014 ein neuer Bebauungsplan vorgelegt.
Am 19. Januar 2017 erteilte die Bezirksregierung Münster Uniper die immissionsschutzrechtliche Genehmigung unter verschärften Umweltauflagen, womit der Bau der Anlage vollendet werden durfte und sie in Betrieb genommen werden konnte. Uniper reichte nach der Sondererlaubnis Klage gegen die Auflagen zu den Quecksilber-Emissionen ein und erreichte damit einen Teilrücknahmebescheid, in dem die Bezirksregierung den ursprünglich festgelegten Abgasgrenzwert von 0,002 mg/m3 im Jahresmittel auf den beantragten Wert von 0,004 mg/m3 anhob. (Zum Vergleich: Die 13. BImSchV schreibt für Bestandsanlagen ab 2019 einen Grenzwert von 0,01 mg/m3 im Jahresmittel vor, in den USA gilt ein Grenzwert von umgerechnet etwa 0,001 mg/m3 im Monatsmittel.) Der BUND und andere wiederum klagten gegen den Genehmigungsbescheid an sich, so dass Ende 2019 mehrere Klagen gegen die Neugenehmigung anhängig waren.

### Bewilligung, Proteste und Besetzung
Am 16. Januar 2020 bewilligte die Bundesregierung mit ihren Beschlüssen zum Kohleausstieg die Inbetriebnahme von Datteln 4. Dieser Entscheidung gingen wochenlange Diskussionen um Entschädigungen des Konzerns Uniper sowie etwaige Stilllegungen von Kraftwerken in Ostdeutschland voraus. Umweltverbände reagierten empört und kündigten Proteste im Laufe des Jahres an.
Am 2. Februar 2020 besetzten rund 150 Umweltaktivisten das Gelände von Datteln 4, um die Inbetriebnahme zu verhindern. Die Besetzung endete nach neun Stunden, nachdem die Polizei mit der Räumung des Geländes begonnen hatte und die Organisatoren daraufhin die Aktion für beendet erklärten. Nach Angaben des Polizeipräsidiums Recklinghausen waren 102 Personen rechtswidrig auf das Gelände eingedrungen. Da die Personen sich nicht ausweisen wollten und die Fingerkuppen verklebt waren, wurden Fotos gefertigt. Der Kraftwerksbetreiber Uniper erstattete gegen alle an der Störaktion beteiligten Personen Strafanzeige wegen Hausfriedensbruch.

### Berufungsverfahren vor dem Oberverwaltungsgericht NRW und Revision vor dem Bundesverwaltungsgericht
Am 26. August 2021 wurden vor dem Oberverwaltungsgericht NRW insgesamt drei Normenkontrollverfahren verhandelt. Antragsteller waren die Stadt Waltrop, der BUND Landesverband NRW sowie vier Privatpersonen. Antragsgegnerin war die Stadt Datteln sowie beigeladen die Uniper Kraftwerke GmbH und das Land NRW. Die Antragsteller wollten den Bebauungsplan Nr. 105a – Kraftwerk – der Stadt Datteln für ungültig erklären lassen. Das OVG Münster gab ihnen recht und erklärte den Bebauungsplan für rechtswidrig. Eine Revision wurde nicht zugelassen.
Hiergegen legte Uniper Nichtzulassungsbeschwerde ein und erwirkte die Zulassung der Revision. Das Bundesverwaltungsgericht hob am 7. Dezember 2023 das Urteil des nordrhein-westfälischen Oberverwaltungsgerichtes auf und verwies die Klage an das OVG zurück. Aufgrund der Entscheidung des BVerwG ist der Bebauungsplan bis auf weiteres zulässig. Basierend auf der immissionsschutzrechtlichen Genehmigung vom 19. Januar 2017 darf das Kraftwerk ohnehin weiterbetrieben werden. Die Antragsteller fordern ein sofortiges Abschalten und das Entziehen der Betriebserlaubnis.

### Kontroversen
Das Kraftwerk Datteln 4 steht seit Bekanntwerden der Pläne für den Neubau in der Kritik von Umweltverbänden, Bürgerinitiativen und Anwohnern. Das Projekt sei zudem rechtswidrig, da es in unzulässiger Weise in unterschiedliche Planungsverfahren aufgespalten worden sei. So werde eine sachgerechte umfängliche Umweltverträglichkeitsprüfung vermieden und die Beteiligung der Öffentlichkeit wesentlich erschwert. Auch seien die Belange des Klimaschutzes nicht ausreichend betrachtet worden. Außerdem missachteten die im wasserrechtlichen Bescheid behandelten Hafenanlagen und die Verlegung eines Baches die Vorgaben des Naturschutzrechts und Belange des Biotopschutzes und des Artenschutzes.
Die von der Bundesregierung eingesetzte Kohlekommission hatte im Januar 2019 empfohlen, auf eine Inbetriebnahme von Datteln 4 zu verzichten. Entgegen dieser Empfehlung sprach sich Armin Laschet im November 2019 für eine Inbetriebnahme aus. Umweltverbände kritisieren, dass das Kraftwerk nur rentabel sei, weil es Kohle aus Abbaugebieten verfeuert, in denen Umweltstandards nicht eingehalten werden. So werde Kohle aus Russland importiert, wo mit Schwermetallen belasteter Kohlestaub in großen Mengen in die Umwelt eingebracht wird, was Mensch und Umwelt massiv schädige. Zudem spielen die durch den Transport verursachten CO2-Emissionen in den energie- und umweltpolitischen Überlegungen keine Rolle, weil sie in den Emissionsberichten nicht eingerechnet werden.
Da der Betreiber Uniper Kraftwerke bis Dezember 2022 mehrheitlich dem finnischen Energiekonzern Fortum gehörte, dessen größter Aktionär der finnische Staat ist, beschäftigte das Thema auch die Politik in Finnland. Finnland plant bereits bis Ende 2029 einen Kohleausstieg, das Kraftwerk in Datteln soll allerdings noch bis 2038 laufen.

### Verträge mit der Deutschen Bahn und RWE
Von den 1100 Megawatt Leistung aus Datteln werden bis zu 413 Megawatt als Bahnstrom bereitgestellt. Die Deutsche Bahn AG hatte Verträge mit langfristiger Bindung an den Dattelner Kohlestrom abgeschlossen und sorgt sich um das grüne Image des Konzerns. Uniper Kraftwerke hatte in der Vergangenheit angegeben, der Strom aus Datteln könne rund ein Viertel des Bedarfs der Bahn decken. Zeit Online berichtete: „Datteln wird damit voraussichtlich den gesamten Bahnstrom für Nordrhein-Westfalen und ein Viertel des gesamtdeutschen Bahnstroms liefern.“ Ein weiterer Großabnehmer des Stroms ist die RWE AG. RWE hatte zweimal versucht, die für Uniper vorteilhaften Verträge gerichtlich anzufechten. Aufgrund der Abnahmeverträge mit RWE und der Bahn argumentierte der BUND, es sei mit einer besonders hohen Auslastung des Kraftwerks zu rechnen.

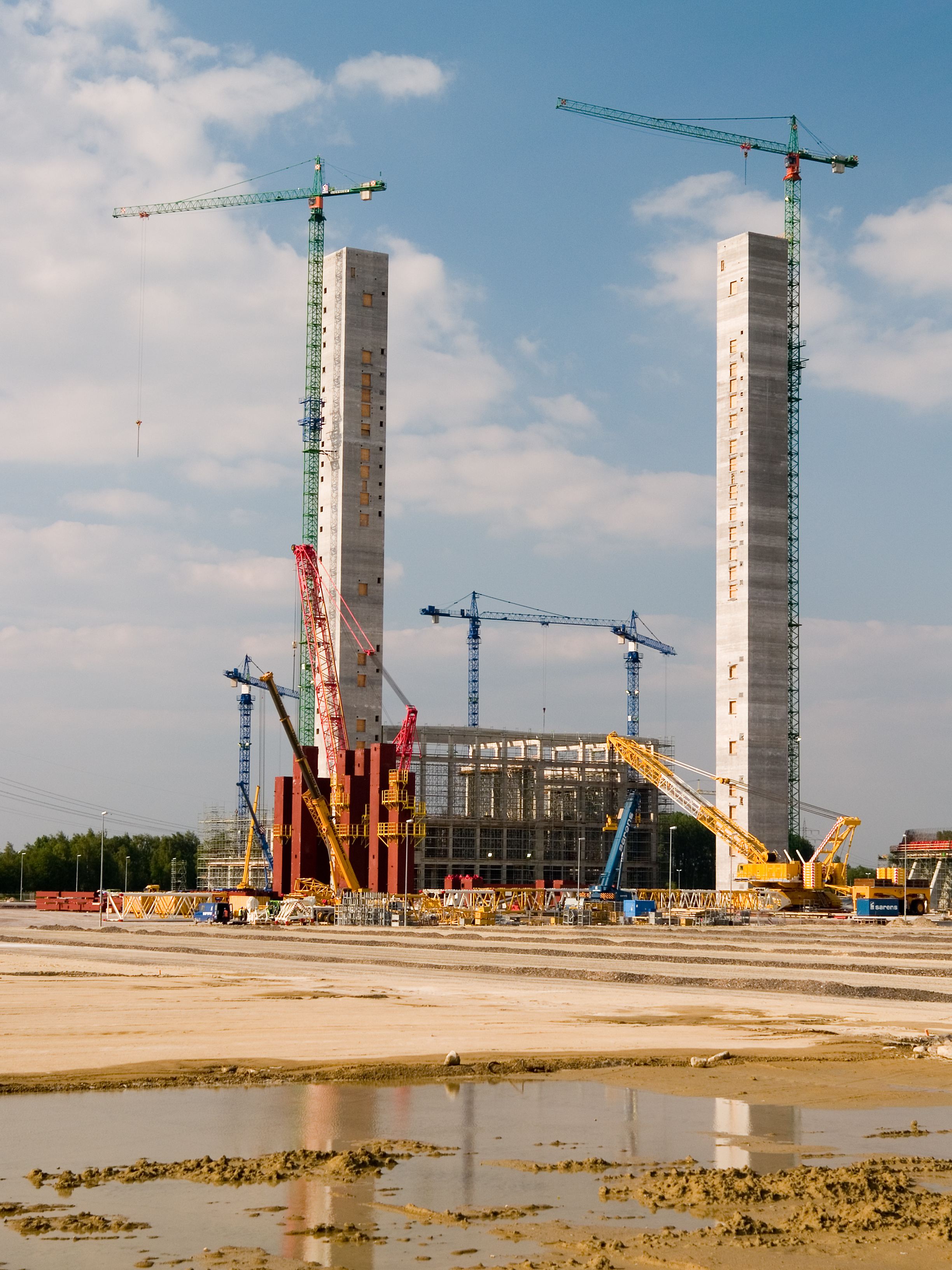
Der Neubau an der gegenüberliegenden Kanalseite
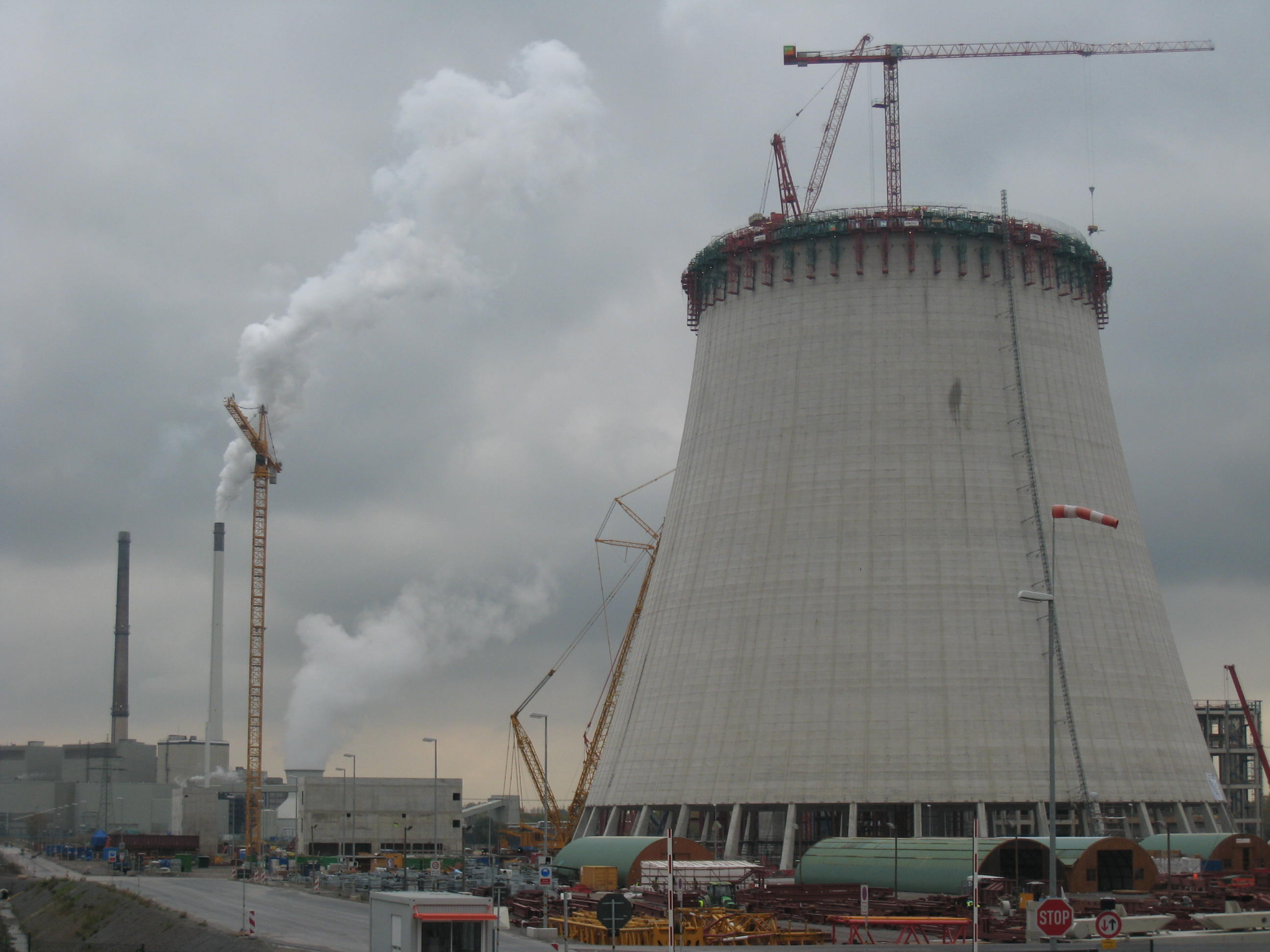
Kühlturm des Neubaus
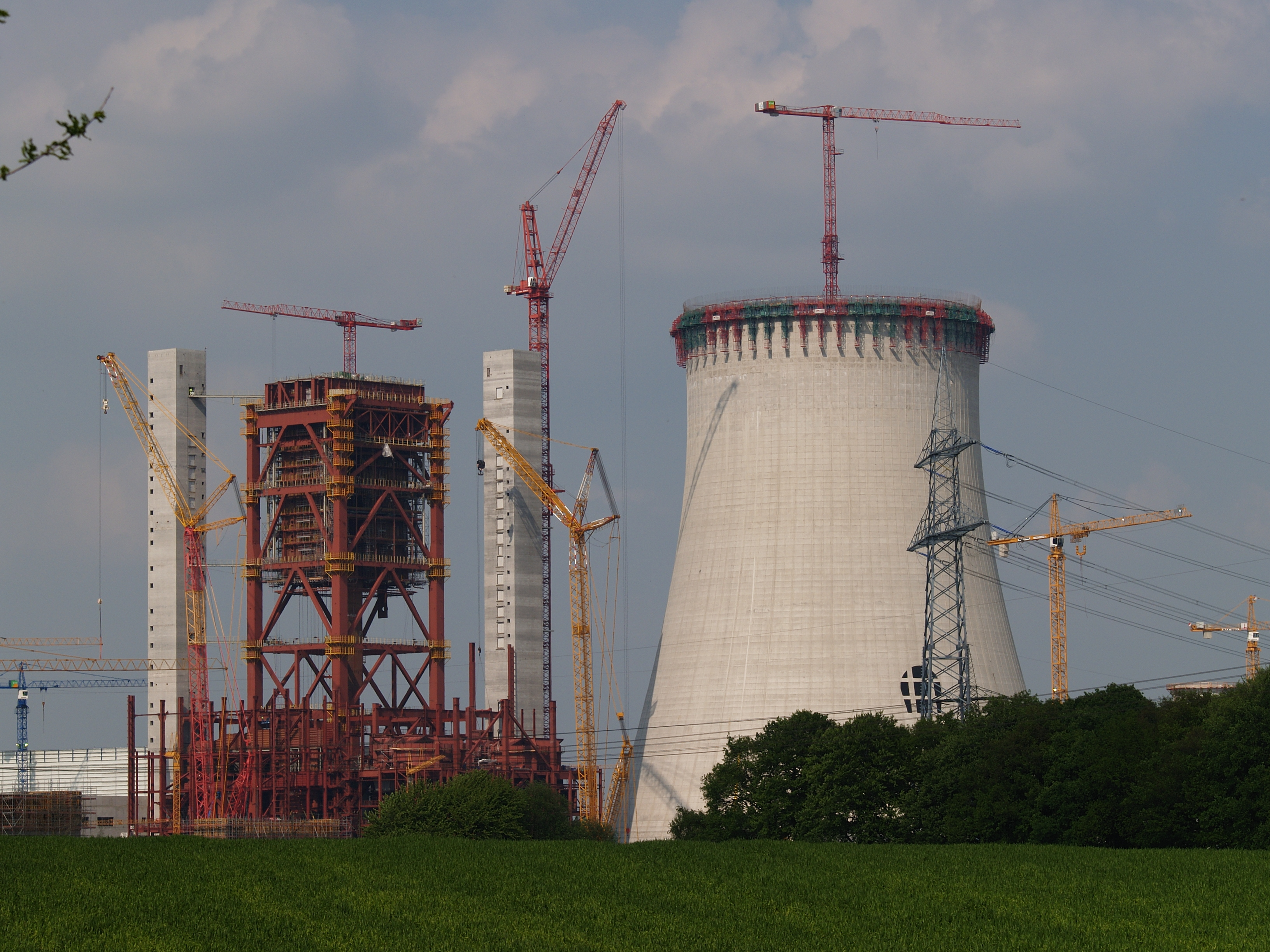
Mai 2009
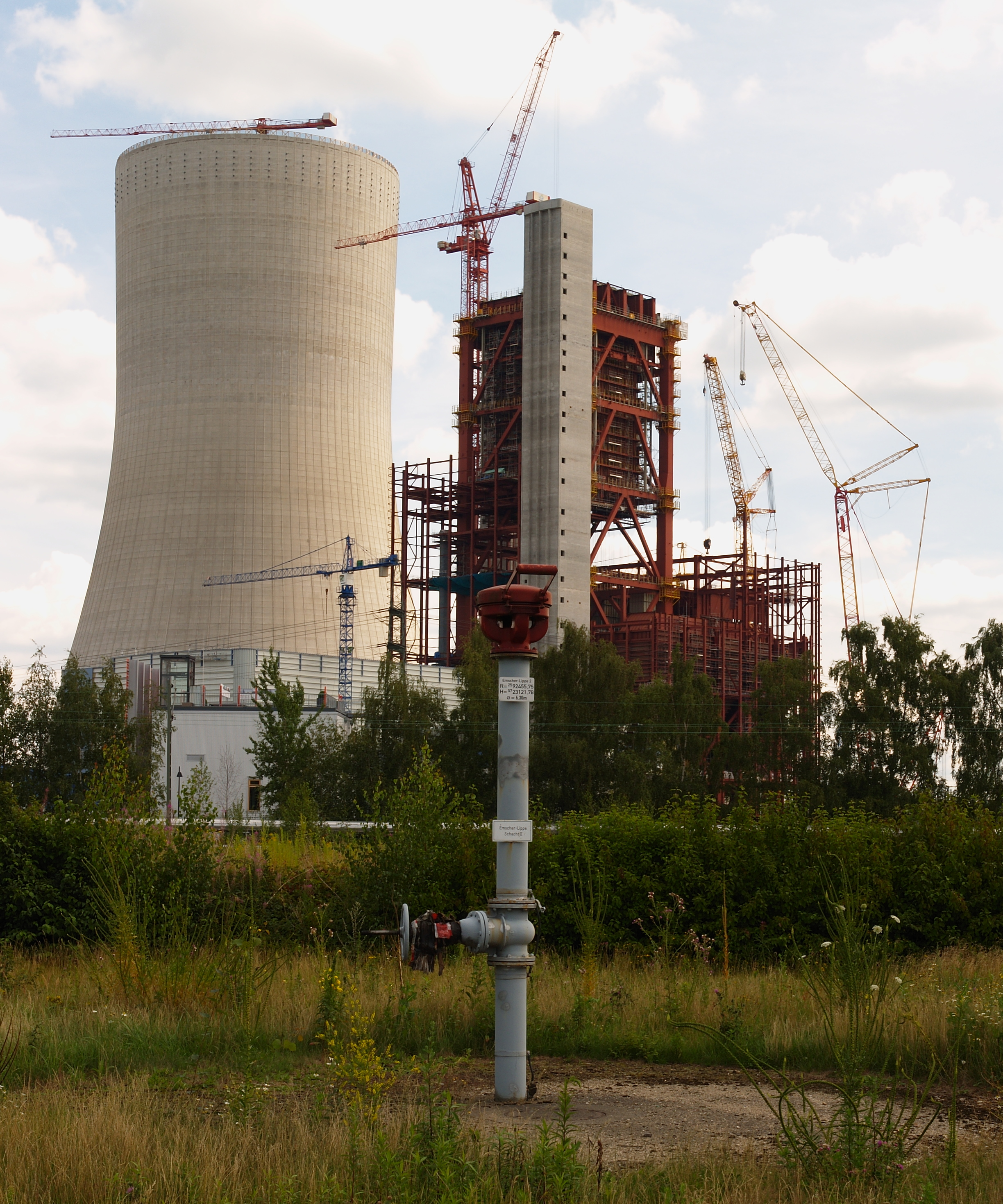
Mit Schachtstandort Zeche Emscher-Lippe
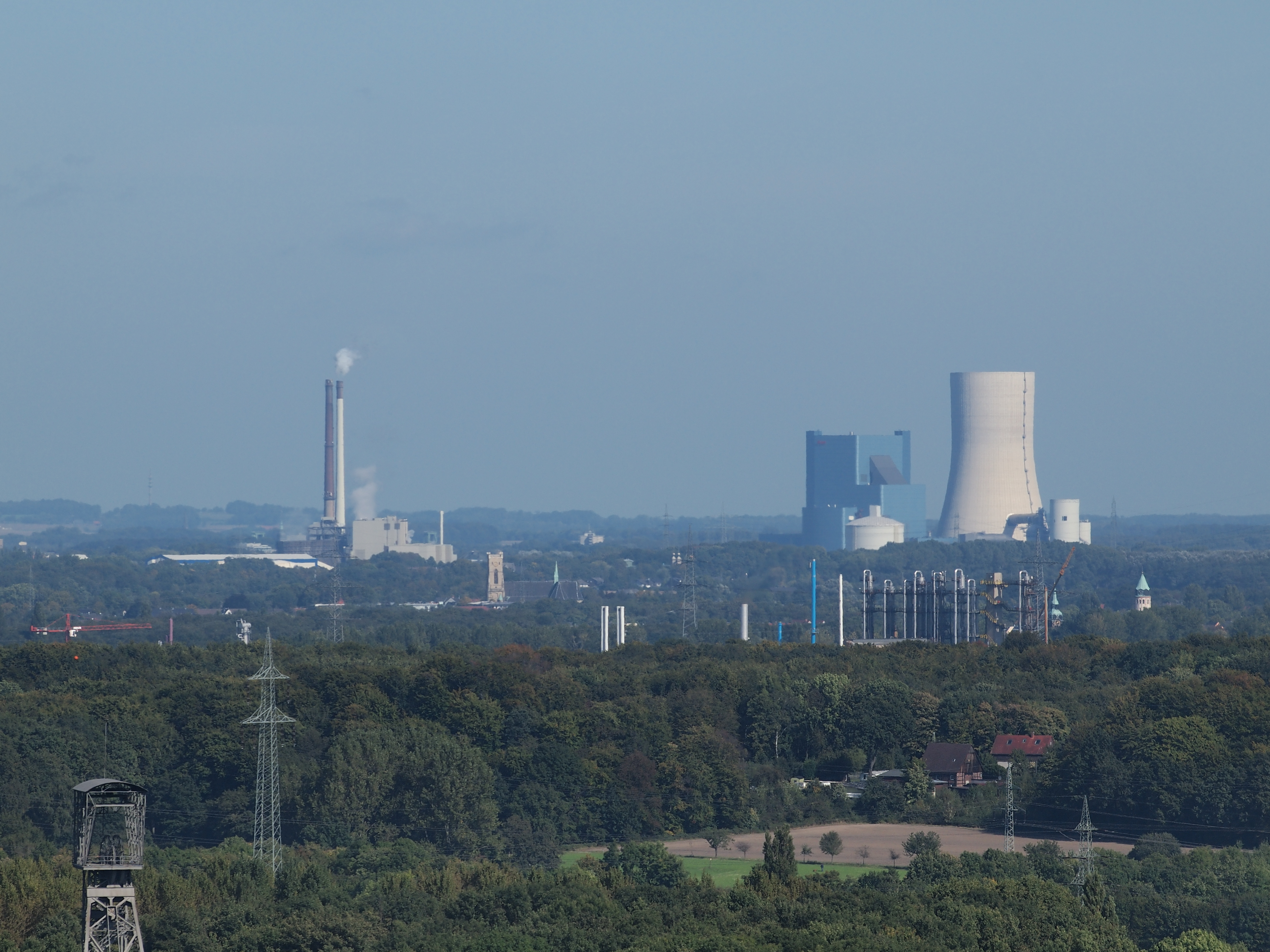
Links alt, rechts neu, gesehen von Herne

## Emissionen
Kohlekraftwerke stehen wegen ihrer schlechten Treibhausgasbilanz und ihres hohen Schadstoffausstoßes in der Kritik. Auch nach dem Einbau von Filteranlagen in den 1980er Jahren, die den Großteil der Stäube und des Schwefels aus den Abgasen entfernen, emittieren sie relevante Mengen Schwefeldioxid. Daneben gelangen umwelt- und gesundheitsschädliche Stickstoffoxide und Feinstäube sowie darin enthaltene Schwermetalle und PAK in die Umwelt. Das Europäische Schadstoffemissionsregister veröffentlichte für das Kraftwerk Datteln für die Berichtsjahre 2011 (Blöcke 1–3) und 2021 (Block 4) die nachfolgend gelisteten Emissionen. Emissionen unterhalb der berichtspflichtigen Mengenschwelle sind jeweils als „< (Grenzwert)“ aufgeführt.

### Luftschadstoffe und CO2
| Block | Berichtsjahr | CO2 (t)   | NOx/NO2 (t) | SOx/SO2 (t) | Feinstaub (t) | Hg (kg) | As (kg) | Ni (kg) | Cd (kg) | Pb (kg) | Cr (kg) |
| ----- | ------------ | --------- | ----------- | ----------- | ------------- | ------- | ------- | ------- | ------- | ------- | ------- |
| 1–3   | 2011         | 1.650.000 | 1040        | 1250        | 53,1          | 40      | 46      | < 50    | < 10    | < 200   | < 100   |
| 4     | 2021         | 3.820.000 | 1310        | 441         | < 50          | 27,3    | < 20    | < 50    | < 10    | < 200   | < 100   |

### Wasserschadstoffe
| Block | Berichtsjahr | Gesamtstickstoff (t) | Gesamtphosphor (t) | Chloride (t) | Fluoride (t) | Hg (kg) | As (kg) | Ni (kg) | Cd (kg) | Pb (kg) | Cr (kg) |
| ----- | ------------ | -------------------- | ------------------ | ------------ | ------------ | ------- | ------- | ------- | ------- | ------- | ------- |
| 1–3   | 2011         | < 50                 | < 5                | < 2000       | < 2          | 5,04    | < 5     | < 20    | < 5     | < 20    | < 50    |
| 4     | 2021         | < 50                 | < 5                | < 2000       | < 2          | < 1     | < 5     | < 20    | < 5     | < 20    | < 50    |

### Feste Schadstoffe
|       |              | Gefährliche Abfälle | Gefährliche Abfälle        | Gefährliche Abfälle       | Nicht gefährliche Abfälle | Nicht gefährliche Abfälle  | Nicht gefährliche Abfälle |
| Block | Berichtsjahr | Abfall Gesamt (t)   | Abfall zur Beseitigung (t) | Abfall zur Verwertung (t) | Abfall Gesamt (t)         | Abfall zur Beseitigung (t) | Abfall zur Verwertung (t) |
| ----- | ------------ | ------------------- | -------------------------- | ------------------------- | ------------------------- | -------------------------- | ------------------------- |
| 1–3   | 2011         | 126                 | 101                        | 25                        | < 2000                    | keine Angabe               | keine Angabe              |
| 4     | 2021         | 125                 | 120                        | 4,95                      | 5610                      | 2050                       | 3560                      |